# Jaera istri
Jaera istri is een pissebed uit de familie Janiridae. De wetenschappelijke naam van de soort is voor het eerst geldig gepubliceerd in 1979 door Veuille.